# NGC 9
NGC 9 ist eine Spiralgalaxie vom Hubble-Typ Sb mit ausgedehnten Sternentstehungsgebieten im Sternbild Pegasus am Nordsternhimmel. Sie ist schätzungsweise 210 Millionen Lichtjahre von der Milchstraße entfernt und hat einen Durchmesser von etwa 65.000 Lichtjahren.
Das Objekt am 27. September 1865 vom deutsch-baltischen Astronomen Otto Wilhelm von Struve entdeckt.